# Cable de Categoría 3

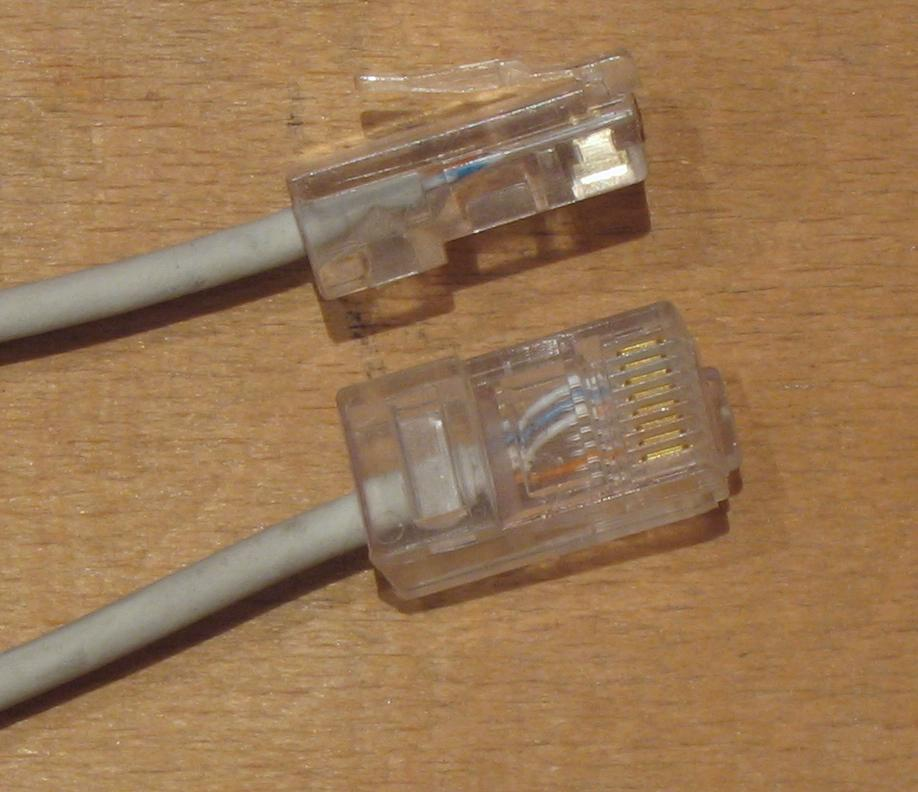
Cable UTP con conector de Cat 3. Nótese que solo se usan 4 cables de los 8 disponibles en los conectores RJ-45.

El Cable de Categoría 3, comúnmente llamado Cat 3, es un cable de par trenzado diseñado para transportar fielmente datos de hasta 10 Mbit/s, con un posible ancho de banda de 16 MHz. Es parte de una familia de estándares de cables de cobre definido en conjunto por la Electronic Industries Alliance y la Telecommunications Industry Association, más específicamente por el estándar EIA/TIA 568. La Categoría 3 fue un formato popular de cableado entre administradores de redes en los comienzos de los noventa, pero cayó en popularidad frente al similar pero superior cable de Categoría 5.
Actualmente, la mayoría de cableados se encuentran hechos en Categoría 5 o Categoría 6, pero se mantiene el uso en sistemas de telefonía de 2 líneas, incluso a pesar de que Cat 5 o 6 facilitaría la migración a VoIP.

## Relación Ancho de Banda-Distancia para la Categoría 3
| Ancho de banda | Distancia |
| -------------- | --------- |
| 100 kHz        | 2 km      |
| 1 MHz          | 500 m     |
| 20 MHz         | 100 m     |